# Enicospilus attis
Enicospilus attis là một loài tò vò trong họ Ichneumonidae.